# Michael Moorer
Michael Lee Moorer (ur. 12 listopada 1967 na Brooklynie) – amerykański bokser, były mistrz świata WBO w wadze półciężkiej oraz WBO, WBA i IBF w wadze ciężkiej.

## Kariera amatorska
Jako amator w 1986, wywalczył brązowy medal podczas Igrzysk dobrej woli w wadze junior średniej. W tym samym roku był również mistrzem USA w wadze junior średniej. Karierę amatorską zakończył z bilansem 48 zwycięstw i 16 porażek.

## Kariera zawodowa

### Kategoria półciężka
Jako zawodowiec zadebiutował 4 marca 1988 roku, pokonując przez TKO w 1 rundzie Adriana Riggsa. Po stoczeniu zaledwie 11 walk, jeszcze w tym samym roku w którym zadebiutował otrzymał szansę walki o wakujący pas WBO. Jego rywalem był Ramzi Hassan, który w poprzedniej walce przegrał na punkty z Virgillem Hillem. Moorer zwyciężył przez TKO w 5 starciu, zdobywając tytuł.
Do pierwszej obrony pasa przez Moorera doszło 14 stycznia 1989 roku. Pokonał przez TKO w 2 rundzie Victora Claudio po tym, jak sędzia postanowił przerwać pojedynek po kolejnym nokdaunie Portorykańczyka. W 2 obronie przeciwnikiem był Frankie Swindell, którego Moorer zmusił do poddania w 6 rundzie, zasypując go potężnymi ciosami w narożniku.
W 1988 roku został wyróżniony przez Magazyn The Ring prospektem roku.
Do końca 1990 roku obronił tytuł jeszcze 7 razy. Pokonał on m.in.: byłego mistrza świata tej kategorii Lesliego Stewarta, Jeffa Thomspona czy Mike'a Sedillo. Wszystkie 7 obron zakończył przed czasem. Po ostatniej obronie z Dannym Stonewalkerem, zwakował tytuł przechodząc do wagi ciężkiej.

### Kategoria ciężka
Do wagi ciężkiej przeszedł jako wielki postrach. Z 22 stoczonych walk w kategorii półciężkiej wszystkie zakończył przed czasem. W debiucie pokonał przez TKO w 2 rundzie Terry'ego Davisa. Po pokonaniu kolejnych 6 mniej znanych rywali dostał szansę walki o pas WBO. W walce o zwakowany tytuł, jego przeciwnikiem był Bert Cooper, który już próbował zdobyć pas z Evanderem Holyfieldem, ale przegrał. Walka była najtrudniejszą do tej pory jaką stoczył Moorer. Obydwaj byli liczeni już w 1 rundzie, potem Cooper posłał go na deski w rundzie 3. Moorer przetrwał kryzys i zakończył walkę w 5 rundzie, zwyciężając przez TKO. Walka została uznana przez (KO Magazine) walką roku 1992.
W 1993 roku pokonał jednogłośnie na punkty byłego mistrza świata WBA, Jamesa Smitha, a w następnej walce znokautował swojego byłego rywala Frankiego Swindella.
22 kwietnia 1994 roku doszło do jednej z dwóch jego potyczek z Evanderem Holyfieldem. Stawką pojedynku były pasy WBA i IBF, czyli miano niekwestionowanego króla wagi ciężkiej. Po 12 rundach Moorer, pomimo nokdaunu w 2 rundzie, zwyciężył na punkty decyzją większości. Doszło do kontrowersji, gdy jeden z sędziów zamiast zapisać 2 rundę, w której Moorer był na deskach dał ją remisową, bo gdyby zapisał ją na konto Holyfielda zostałby ogłoszony remis.
5 listopada 1994 roku doszło do jego pojedynku z jednym z najlepszych w historii wagi ciężkiej George'em Foremanem. Moorer, pomimo iż kontrolował cały pojedynek, w 10 rundzie znalazł się na deskach po potężnym prawym prostym Foremana i został wyliczony. Foreman został najstarszym mistrzem świata wagi ciężkiej w historii boksu, mając 45 lat, ponadto nokaut został okrzyknięty przez Magazyn The Ring nokautem roku.
Po pokonaniu mniej znanego Melvina Fostera Moorer zmierzył się o zwakowany przez Foremana pas IBF. Jego przeciwnikiem był Niemiec Axel Schulz i walka tam też się odbyła. Po 12 rundach Moorer zwyciężył niejednogłośnie na punkty, zdobywając po raz trzeci mistrzowski tytuł.
Tytuł obronił jeszcze dwukrotnie, stopując w ostatnim, 12 starciu po bardzo wyrównanym pojedynku Fransa Bothę oraz, decyzją większości na punkty z Vaughnem Beanem.
8 listopada 1997 roku doszło do drugiej potyczki z Evanderem Holyfieldem, a stawką tytuły WBA i IBF. Holyfield totalnie zdeklasował Moorera w rewanżu, wygrywając przez poddanie w 8 rundzie, rzucając Moorera na deski, aż 5krotnie w całym pojedynku.

### Schyłek kariery
Na ring powrócił w 2000 roku. Do końca lutego 2002 roku stoczył 5 pojedynków z mało znanymi rywalami, z czego wygrał 4 i jeden zremisował. 17 sierpnia został brutalnie znokautowany w 1 rundzie przez Davida Tuę. W kolejnych 4 walkach, zwyciężał tylko 3krotnie, ulegając w 2004 roku Kubańczykowi Eliseo Castillo.
W grudniu 2004 roku zwyciężył jeszcze świetnego niegdyś Wasilija Żyrowa przez TKO w 9 rundzie. Pod koniec kariery stoczył jeszcze 5 walk, z których wszystkie wygrał, kończąc karierę ostatecznie w 2008 roku.